# Elecciones municipales de Guayaquil de 1962
Las Elecciones municipales de Guayaquil de 1962, resultaron en la elección de Assad Bucaram del CFP, en ese entonces apoyado por el fundador del partido Carlos Guevara Moreno. Su principal contendor fue Aurelio Carrera Calvo por el velasquismo, el Partido Conservador Ecuatoriano y su movimiento Unión Democrática Revolucionaria. También se candidateó Guillermo Cubillo Renella, auspiciado por el Partido Liberal Radical Ecuatoriano, el Partido Socialista Ecuatoriano y el Movimiento de Tecnificación Municipal. 
Fuentes: